# Żółty Klin

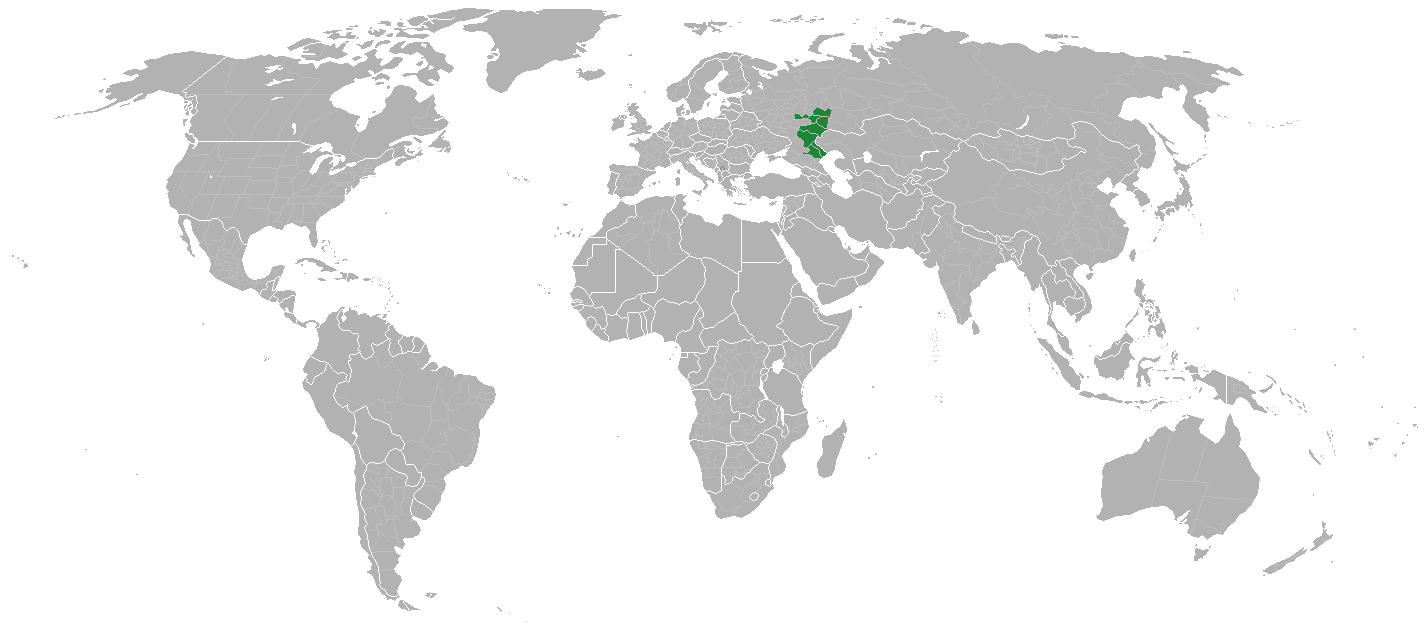
Żółty Klin na mapie świata

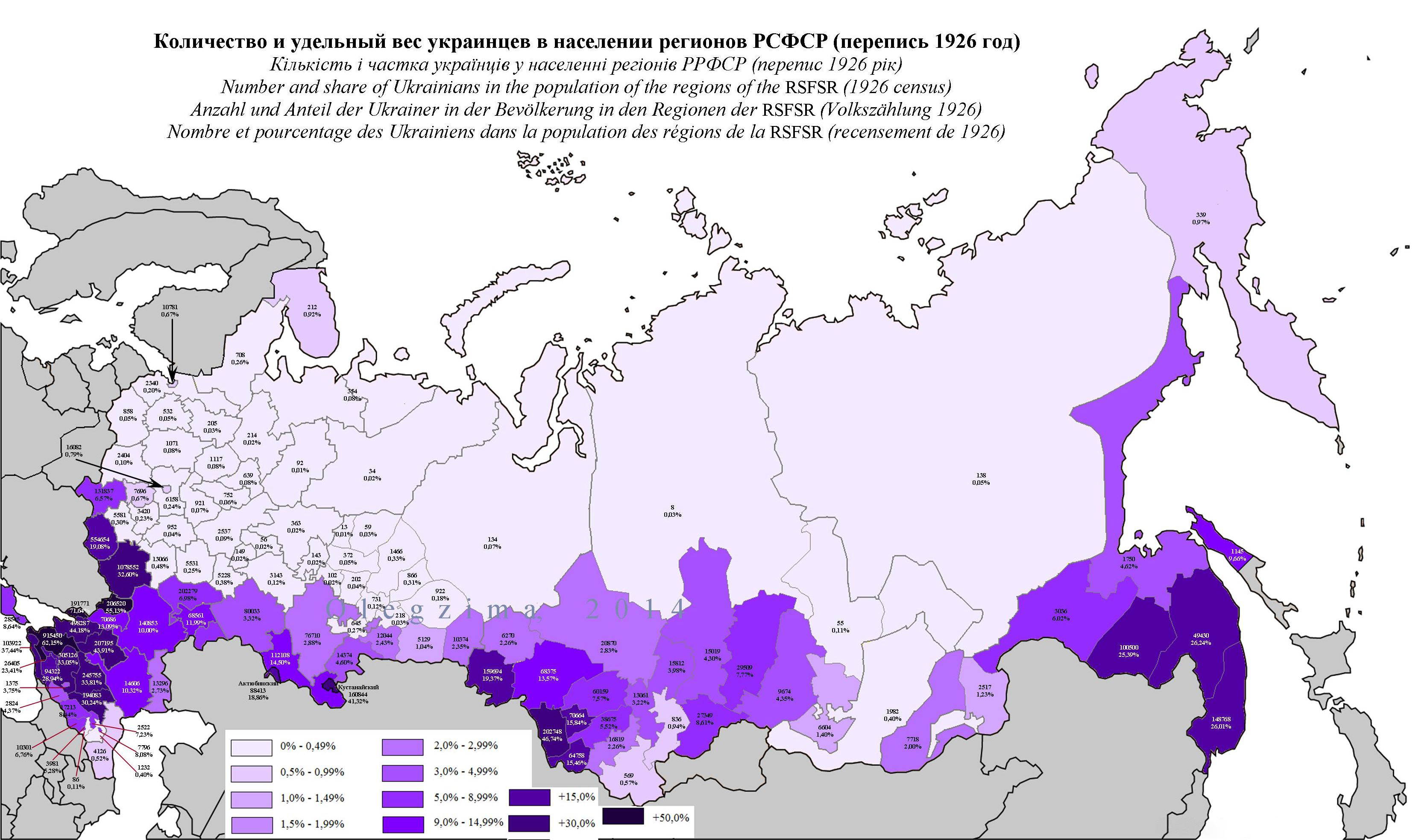
Liczba oraz udział Ukraińców w populacji regionów RFSRR (rok 1926)

Żółta Ukraina, Żółty Klin (ukr. Жовтий Клин) – historyczny obszar położony na Powołżu w Rosji, zamieszkały przez znaczną liczbę ukraińskich osadników. Nazwa klinu pochodzi od żółtego koloru stepów środkowej i dolnej Wołgi.
Osadnictwo na terenie Żółtego Klinu rozpoczęło się niedługo po zawarciu Ugody perejasławskiej i związane jest ze wschodnią granicą drugiej Wielkiej Linii Zasiecznej. Powstałe wtedy kolonie, założone głównie wokół Saratowa, koegzystowały z kozakami nadwołżańskimi. Oprócz Ukraińców ten sam obszar został również licznie zasiedlony przez Niemców nadwołżańskich i Mordwinów. Współcześnie (dane z 2014 roku) większość mieszkańców klinu jest wymieszana narodowościowo ze sobą, jednakże ostało się kilka wsi jednorodnie ukraińskich.